# 河合村立角川小学校
河合村立角川小学校 （かわいそんりつ つのがわしょうがっこう）は、かつて岐阜県吉城郡河合村（現・飛騨市河合町）に存在した公立小学校。

## 概要
- 1992年、稲越小学校と統合し、河合小学校の開校により廃校。
- 校舎は2011年8月まで河合小学校校舎として使用された[注釈 2]。2018年現在、校舎は河合保育園、体育館は飛騨市角川体育館、運動場は飛騨市角川グラウンドとして使用されている。

## 沿革
- 1873年（明治6年） - 角川村に角川学校が開校。
- 1875年（明治8年）1月23日 - 小無雁村、稲越村、大木村、芦谷村、舟原村、保村、月ヶ瀬村、天生村、中沢上村、有家村、角川村、二ツ屋村、元田村、新名村、上ヶ島村、羽根村、保木村、有家林村が合併し、河合村が発足。
- 1886年（明治19年） - 角川尋常小学校に改称する。
- 1902年（明治35年） - 角川尋常高等小学校に改称する。
- 1908年（明治41年） - 坂上村[注釈 3]に大無雁尋常小学校[注釈 4]が開校し、坂上村の大無雁・小谷・落合地区の委託を解消。
- 1917年（大正6年） - 農業補習学校を併設する。
- 1924年（大正13年） - 二ツ屋冬季分教場を設置。
- 1926年（大正15年） - 青年訓練所を併設する。
- 1935年（昭和10年） - 農業青年学校を併設する。
- 1941年（昭和16年）4月1日 - 角川国民学校に改称する。
- 1947年（昭和22年）4月1日 - 河合村立角川小学校に改称する。河合中学校を併設。
- 1948年（昭和23年）4月 - 河合中学校が廃校となり角川中学校が開校。角川小学校に併設される。
- 1962年（昭和37年）4月 - 河合村内の中学校の統合により角川中学校が廃校。角川小学校は単独校となる。
- 1965年（昭和40年）4月 - 羽根小学校を統合する。
- 1967年（昭和42年） - 二ツ屋冬季分校を廃止。
- 1983年（昭和58年）4月 - 元田小学校を統合する。
- 1992年（平成4年）3月 - 統合により廃校。校舎は新設の河合小学校に引き継がれる。